# ATC代码 (D03)
ATC代码D03（创伤和溃疡治疗药）是解剖学治疗学及化学分类系统的一个药物分组，这是由世界卫生组织药物统计方法整合中心所制定的药品及其它医用产品的官方分类系统。分组D03是D皮肤病的一部分。
兽用代码（ATCvet码）可以在人用ATC代码前加Q字母：QD03等。没有相应人用ATC代码的ATCvet在以下列表中通过前置Q字母表示。
国家ATC分类可能包括列表中没有的其它分类，列表为世界卫生组织（WHO）版本。

## D03A结瘢药（Cicatrizants）

### D03AX 其它结瘢药（Other cicatrizants）
D03AX01 卡地姆碘（Cadexomer iodine）
D03AX02 聚糖酐（Dextranomer）
D03AX03 右泛醇（Dexpanthenol）
D03AX04 泛酸钙（Calcium pantothenate）
D03AX05 透明质酸（Hyaluronic acid）
D03AX06 贝卡普勒明（Becaplermin）
D03AX09 克立诺姆（Crilanomer）
D03AX10 甘草次酸（Enoxolone）
D03AX11 （Tetrachlorodecaoxide）
QD03AX90 酮色林（Ketanserin）

## D03B 酶类（Enzymes）

### D03BA 蛋白水解酶类（Proteolytic enzymes）
D03BA01 胰蛋白酶（Trypsin）
D03BA02 梭菌蛋白酶（Clostridiopeptidase）
D03BA52 胶原酶，复方（Clostridiopeptidase, combinations）